# IC 5262
IC 5262 ist ein interagierendes Galaxienpaar im Sternbild Piscis Austrinus am Südsternhimmel. Es ist schätzungsweise 386 Millionen Lichtjahre von der Milchstraße entfernt.
Das Objekt wurde am 22. August 1897 von Lewis Swift entdeckt.